# Geocythere acuta
Geocythere acuta är en kräftdjursart som beskrevs av D. G. Hart och C. W. Hart 1971. Geocythere acuta ingår i släktet Geocythere och familjen Entocytheridae. Inga underarter finns listade i Catalogue of Life.